# Пилипчук Володимир Григорович
Володи́мир Григо́рович Пилипчу́к (народився 12 липня 1960 в Олевську Житомирської області) — український вчений у галузі права, історії та політології, експерт з питань діяльності державних і недержавних суб'єктів сектора безпеки, інформаційної та міжнародної безпеки. Доктор юридичних наук, професор, член-кореспондент Національної академії правових наук України, директор Науково-дослідного інституту інформатики і права Національної академії правових наук України. Головний редактор фахового наукового журналу «Інформація і право». Заслужений діяч науки і техніки України.

## Життєпис
У 1981 закінчив Харківське гвардійське вище танкове командне училище, в 1992 — Вищу школу Міністерства безпеки Російської Федерації імені Ф. Е. Дзержинського, у 1996 — Міжнародний інститут управління, бізнесу і права.
У 1977—2004 роках проходив військову службу в Збройних Силах та органах безпеки.
З 1999 за сумісництвом на посадах доцента і професора Національної академії Служби безпеки України та Інституту політології і права Національного педагогічного університету імені М. П. Драгоманова.
2004—2009 — директор Наукового координаційного центру «Інститут оперативної діяльності та державної безпеки», з 2009 — директор Інституту дослідження проблем державної безпеки. З 2010 директор Науково-дослідного центру правової інформатики (нині — Науково-дослідний інститут інформатики і права) Національної академії правових наук України.
Доктор юридичних наук (2007), професор (2009).

## Наукові здобутки
Автор понад 160 наукових праць, у тому числі 10 монографій, з проблем теорії та історії держави і права, історії політичних і правових учень, історії правоохоронних органів та спеціальних служб, конституційного та інформаційного права, інформаційної, національної та міжнародної безпеки.
Брав участь у розробці та науковій експертизі понад 350 проектів законів та інших нормативно-правових актів.

## Громадська діяльність
Член Консультативної ради з питань інформатизації при Верховній Раді України, член Експертної ради в галузі юридичних наук Міністерства освіти і науки України, голова Координаційного бюро з інформаційного права та інформаційної безпеки Національної академії правових наук України, академік Академії наук Вищої школи України (з 2009).

## Нагороди
- Почесне звання Заслужений діяч науки і техніки України (2007)[3]
- Почесна грамота Верховної Ради України (2018)

Нагороджений багатьма відомчими відзнаками й медалями, відзнакою Національної академії наук України «За професійні здобутки».
Лавреат премії імені Ярослава Мудрого за видатні досягнення в науково-дослідній діяльності з проблем правознавства (2013).